# Orthocladius breviseta
Orthocladius breviseta är en tvåvingeart som beskrevs av Jean-Jacques Kieffer 1923. Orthocladius breviseta ingår i släktet Orthocladius och familjen fjädermyggor. Inga underarter finns listade i Catalogue of Life.